# Wilza Carla
Wilza Carla Pereira da Silva (Niterói, 29 de outubro de 1936 - São Paulo, 18 de junho de 2011) foi uma vedete, atriz e humorista brasileira.

## Década de 1950 e 1960: juventude
Aluna do tradicional colégio Sion, começou sua carreira artística fazendo uma participação no filme Chico Viola não Morreu, em 1955. sob convite do diretor e roteirista Carlos Manga, que lhe ofereceu outras oportunidades no cinema e na TV à época.
Em seguida, torna-se candidata de concursos de beleza e de fantasias carnavalescas. Em 1957, venceu o concurso Rainha das Comerciárias. A seguir, foi tricampeã dos concurso Rainha do Carnaval do Rio de Janeiro. em 1957, 1958 e 1959. 
Assim, abriu espaço para sua carreira como vedete no teatro de revista e como intérprete de papéis sensuais em filmes da era das chanchadas. 

## Década de 1970 e 1980: auge na TV e no cinema
Posteriormente, aproveitando o fato de que havia engordado bastante, celebrizou-se nos filmes do gênero "pornochanchada".

Em 1975, em entrevista à revista Manchete, Wilza Carla revela:
"Estou me realizando agora, depois de gorda. Há dois anos fiz um tratamento para emagrecer e fiquei com 54 quilos - linda. Mas nunca tinha trabalho, porque mulher bonita existem muitas com 15, 16, 17 anos (eu tinha 29 anos). Mulher gorda que seja bonita, que ponha tanga, que faça strip tease, que tire fotografia nua, só existe uma: Wilza Carla."
O grande momento de Wilza na televisão foi interpretando as personagens Dona Redonda e Dona Bitela, na novela Saramandaia, exibida em 1976 pela Rede Globo. Wilza Carla reviveu a personagem na mininovela Expresso Brasil em 1987. 
A última novela em que atuou foi A História de Ana Raio e Zé Trovão, de 1990, produzida pela extinta Rede Manchete. Foi também jurada em programas de calouros, em especial o de Silvio Santos. 

## Década de 1990 e anos 2000
Sérios problemas de saúde, agravados pela obesidade, afastaram-na da carreira artística a partir da década de 1990. No final de sua vida, Wilza sofria de diabetes e do Mal de Alzheimer.
Em 2011, Wilza Carla morreu em São Paulo, cidade onde morou em seus últimos anos de vida, em decorrência dos males que sofria. Seu corpo foi trasladado para o Rio de Janeiro, onde foi sepultado no Cemitério do Caju.

## Filmografia
No Cinema
| Ano  | Título                                   | Personagem                           |
| ---- | ---------------------------------------- | ------------------------------------ |
| 1955 | Chico Viola Não Morreu                   |                                      |
| 1955 | Leonora dos Sete Mares                   |                                      |
| 1956 | Genival é De Morte                       |                                      |
| 1957 | Tem Boi na Linha                         | Lina                                 |
| 1958 | Minha Sogra é da Policia                 | Neném                                |
| 1967 | As Aventuras de Chico Valente            |                                      |
| 1967 | Palmeiras Negras                         | Ana Gorda                            |
| 1969 | Macunaíma                                | Gorda                                |
| 1969 | O Rei da Pilantragem                     | Atriz de TV                          |
| 1970 | O Impossível Acontece                    | Amante                               |
| 1970 | Os Herdeiros                             | Americana                            |
| 1970 | Os Monstros de Babaloo                   | Mãe                                  |
| 1970 | Pra Quem Fica, Tchau                     | Dalva                                |
| 1971 | Cômicos e Mais Cômicos                   | Wilza                                |
| 1972 | Ipanema Toda Nua                         | Vedete                               |
| 1972 | Salve-se Quem Puder - Rally da Juventude | Senhora                              |
| 1974 | Ainda Agarro Esta Vizinha                | Berta Duval                          |
| 1974 | Mais ou Menos Virgem                     | Flora                                |
| 1975 | Com as Calças na Mão                     | Recepcionista                        |
| 1975 | Guerra Conjugal                          | Mãe de Neusinha                      |
| 1975 | Um Soutien Para Papai                    | Mulher do Vizinho                    |
| 1975 | As Loucuras de um Sedutor                | Celeste Aída                         |
| 1976 | As Massagistas Profissionais             | Virgem                               |
| 1976 | O Vampiro de Copacabana                  | Verônica                             |
| 1977 | As Eróticas Profissionais                |                                      |
| 1977 | Os Pastores da Noite                     |                                      |
| 1977 | Será Que Ela Aguenta?                    | Viúva                                |
| 1978 | Seu Florindo e Suas Duas Mulheres        | Vadia                                |
| 1979 | Costinha e o King Mong                   | Rainha dos Homens Leopardos          |
| 1979 | O Menino Arco-Íris                       | Mulher do Homem do Burrico           |
| 1979 | Loucuras, o Bumbum de Ouro               |                                      |
| 1982 | Sexo ás Avessas                          | Executiva                            |
| 1982 | O Rei da Boca                            | Dinah                                |
| 1982 | Os Campeões                              | Mulher gorda                         |
| 1983 | Vai-e-Vem à Brasileira                   |                                      |
| 1983 | Põe Devagar ... Bem Devagarinho          |                                      |
| 1984 | Bacanal na Ilha da Fantasia              |                                      |
| 1984 | Made in Brazil                           | Segmento: "Fim de Semana Impossível" |
| 1984 | Padre Pedro e a Revolta das Crianças     | Senhora na Janela                    |
| 1989 | Wiezien Rio                              | Mulher de Vermelho                   |

Na televisão
| Ano  | Título                             | Personagem               |
| ---- | ---------------------------------- | ------------------------ |
| 1970 | Assim na Terra como no Céu         | Lindaura                 |
| 1972 | Jerônimo, o Herói do Sertão        | Batatinha                |
| 1976 | Saramandaia                        | Dona Redonda/Dona Bitela |
| 1976 | Show de Calouros                   | Jurada                   |
| 1982 | Alegria 82                         | Vários Personagens       |
| 1986 | Cambalacho                         | Marilene                 |
| 1987 | Expresso Brasil                    | Dona Redonda             |
| 1987 | Praça Brasil                       |                          |
| 1990 | A História de Ana Raio e Zé Trovão | Maria Gasolina           |
| 1991 | O Portador                         | Dodora                   |